# Rainer Beck (Astrophysiker)
Rainer Beck (* 26. April 1951 in Leverkusen) ist ein deutscher Astrophysiker und Autor. Becks Forschungsschwerpunkt ist die radioastromische Untersuchung von Magnetfeldern in Galaxien.

## Leben
Beck studierte Physik und Astronomie an der Ruhr-Universität Bochum und promovierte im Jahr 1979 mit dem Thema M 31 und M 33 im Radio-Kontinuum an der Universität Bonn. Anschließend war er am Radioastronomischen Institut der Universität Bonn, am Max-Planck-Institut für Radioastronomie Bonn und am  Max-Planck-Institut für Kernphysik Heidelberg tätig. Von 1985 bis 2016 arbeitete er am Max-Planck-Institut für Radioastronomie Bonn. Er widmete sich unter anderem der Untersuchung der Magnetfelder mit dem Radioteleskop Effelsberg und mittels LOFAR und SKA.
Beck hat gemäß Scopus einen h-Index von 60, seine 292 Arbeiten wurden Stand 2023 ca. 17.400 mal zitiert. Er ist zusammen mit Maja Kierdorf Herausgeber des radioastronomischen Katalogs Atlas of Galaxies. Im Bereich des Wissenschaftsjournalismus schreibt er regelmäßig in Medien wie Sterne und Weltraum oder Spektrum der Wissenschaft, in Form von Pressemeldungen und Beiträgen zum Jahrbuch der Max-Planck-Gesellschaft oder in der Scholarpedia.

## Werke (Auswahl)
- Handbuch für Sternfreunde: Band 2, Beobachtung und Praxis. Springer-Verlag Berlin Heidelberg, Berlin 1989, ISBN 978-3-540-50535-8.
- mit Heinz Hilbrecht, Klaus Reinsch und Peter Volker: Solar Astronomy Handbook. Atlantic Books, 1995, ISBN 978-0-943396-47-7.
- Das Square Kilometre Array: Ein Radioteleskop der Superlative. In: Sterne und Weltraum. 2006, ISSN 0039-1263, S. 22–33 (mpg.de [PDF]).
- Magnetfelder in Spiralgalaxien. In: Praxis der Naturwissenschaften – Physik in der Schule. 2014, ISSN 1617-5689, S. 19–24 (mpg.de [PDF]).
- mit Elly M. Berkhuijsen: Riesige Magnetfelder durchziehen die Andromedagalaxie. In: Sterne und Weltraum. 2020, ISSN 0039-1263, S. 20–22 (spektrum.de).
- mit Richard Wielebinski: Magnetic Fields in the Milky Way and in Galaxies. In: Planets, Stars and Stellar System. 2023, doi:10.48550/arXiv.1302.5663.